# ニール・ナイチンゲイル
ニール・ナイチンゲイル、ニール・ナイチンゲール（Neil Nightingale）はイギリスの映画製作者。
2011年に公開されたドキュメンタリー映画『ライフ -いのちをつなぐ物語-』製作総指揮、その後2013年に公開された映画『ウォーキングwithダイナソー』では監督を務めた。